# Béatrice Bizot
Béatrice Bizot (Milà, 1966), filla d'escultor i amb una germana pintora, des de petita ha viscut en un ambient artístic. És a casa seva on fa les primeres obres, però la seva formació acadèmica la va iniciar a Milà l'any 1992 a l'Acadèmia de Belles Arts de Brera. Al 1997 comença a estudiar al Center for the Arts de Midlan a Michigan, als Estats Units i posteriorment al departament d'escultura del Delta College de Michigan. Aquests anys d'estudi li van permetre adquirir una sòlida formació tècnica, tant en el camp del modelat com en el domini dels materials, en particular el bronze. Als Estats Units va fer la seva primera mostra individual a la Gallery 22 de Cincinati, Ohio. Abans d'anar a viure a Tarragona va realitzar tres mostres a França (París, Le Havre i Compiègne)

## Obra
A la seva obra hi ha un fil conductor, l'home/la dona i el seu entorn en el sentit ampli de la paraula. És a dir, crea amb referència al lloc on viu i als problemes que sorgeixen en la vida diària, tant en l'escala individual com col·lectiva, No obstant això, podem dir que la dona és la gran protagonista de la seva feina. Una altra característica de les seves escultures és el seu permanent joc d'escales. Entre els seus personatges i els seus escenaris, la relació existent es troba en el tractament semàntic i simbòlic que l'artista ha volgut donar a cadascuna de les seves obres.
L'any 2006 va realitzar una exposició al Museu d'Art Modern e Tarragona “La ciutat blanca”. L'any 2007 realitza un important conjunt escultòric al barri del Serrallo de Tarragona, una obra íntimament relacionada amb el seu entorn, i a la vegada en la línia de les seves preocupacions formals i conceptuals.
Les últimes obres de l'escultora introdueixen un canvi significatiu en la seva producció pel que fa a l'ús del material, el formigó. Realitza rostres que descansen sobre blocs del mateix ciment o sobre suports de bronze. “Cimientos de humanidad” fou la primera exposició amb aquest nou material, realitzada al Design Hotel de Barcelona el 2009.
El 2011 exposa “Béton desarmé” a la Galeria In-Sula, Île-d'Yeu (França). Un any després, el 2012, al Museu Nacional de Praga, Bizot va fer una mostra conjunta amb una glòria nacional, l'artista Jirí Kolár, que venia a sintetitzar una relació artística i literària en la qual van exposar els collages que l'artista txec li va enviar durant un any a canvi de les seves cartes. El mes de març de 2014, munta una exposició amb una acció performatica a l'Aula d'Art de la Universitat Rovira i Virgili.